# 普雷斯科特和羅素聯合縣
普雷斯科特和罗素联合县（英語：United Counties of Prescott and Russell），简称普雷斯科特-罗素（Prescott Russell）是加拿大安大略省一個地方行政區，坐落該省東南部渥太華河沿岸，行政中心位於羅瑞尼奧，面積達2,004.44平方（773.92平方英里），西臨渥太華市，北面與東面毗鄰魁北克省，南面則與史托蒙特、鄧達斯和葛蘭蓋瑞聯合縣為鄰。此聯合縣於1820年由皮利士葛縣和羅素縣合併而成。

## 轄區
皮利士葛和羅素聯合縣境內包括下列城鎮及其下轄的非建制地區：
- 阿爾弗雷德與普蘭塔甘內鄉（Township of Alfred and Plantagenet）
  - 阿爾弗雷德（Alfred）
  - 普蘭塔甘內（Plantagenet）
- 卡素文自治區（Municipality of Casselman）
- 尚普蘭鄉（Township of Champlain）
  - 羅瑞尼奧（L'Orignal）
  - 范克利克山（Vankleek Hill）
- 克拉倫斯-羅克蘭市（City of Clarence-Rockland）
  - 羅克蘭（Rockland）
  - 布爾熱（Bourget）
- 東鶴士巴利鄉（Township of East Hawkesbury）
- 鶴士巴利鎮（Town of Hawkesbury）
- 羅素鄉（Township of Russell）
  - 恩布倫（Embrun）
  - 羅素
- 民族自治區（Municipality of The Nation）
  - 利摩日（Limoges）
  - 聖伊西多爾（St. Isidore）

## 人口數據
歷年人口：
- 2001年：76,446
- 1996年：74,013

### 語言
由於此縣毗鄰魁北克省，縣内有大量講法語的居民，更是加拿大國内魁北克省以西法語人口百分比最高的人口普查區。
| 母語     | 人口   | 百分比 |
| -------- | ------ | ------ |
| 法語     | 54,105 | 64.2%  |
| 英語     | 26,115 | 30.1%  |
| 英法雙語 | 1,425  | 1.7%   |

## 外部連結
- 皮利士葛和羅素聯合縣官方網站：英文版 / 法文版